# Aszraf al-Gharabili
Aszraf Muhammad al-Milidżi al-Gharabili, Ashraf Mohamed El-Meligy El-Gharably (ar. أشرف محمد المليجي الغرابلى; ur. 14 stycznia 1979) – egipski zapaśnik walczący w stylu klasycznym. Trzykrotny olimpijczyk. Dziesiąty w Londynie 2012 w kategorii 66 kg, dwunasty w Atenach 2004 w wadze 60 kg i czternasty w Pekinie 2008 w tej samej kategorii wagowej.
Czterokrotny uczestnik mistrzostw świata; ósmy w 2003. Złoty medalista igrzysk afrykańskich w 1999, 2003 i 2007. Mistrz igrzysk śródziemnomorskich w 2005, brązowy medalista z 2001 i siódmy w 1997.
Dziewięciokrotnie stawał na podium mistrzostw Afryki, w tym sześć razy na najwyższym stopniu: w 1997, 1998, 2002, 2003, 2005 i 2008. Triumfator igrzysk panarabskich w 2004, drugi w 1997 i 1999. Mistrz Arabski w 2002 i 2007 i wicemistrz z 1997 i 2001. Mistrz śródziemnomorski w 2012. Trzeci w Pucharze Świata w 2002 i szósty w 2001 roku.
- Turniej w Atenach 2004

Pokonał Ukraińca Ołeksandra Chwoszcza i przegrał z Bułgarem Armenem Nazaryanem.
- Turniej w Pekinie 2008

Przegrał w pierwszej walce z Rumunem Eusebiu Diaconu i odpadł z turnieju.
- Turniej w Londynie 2012

Pokonał Ekwadorczyka Vicente Huacona i przegrał z Gruzinem Manuczarem Cchadaią.